# Pamphorichthys hollandi
Pamphorichthys hollandi es una especie de peces de la familia de los pecílidos en el orden de los ciprinodontiformes.

## Morfología
Los machos pueden alcanzar los 2,5 cm de longitud total y las hembras los 4,5 cm.

## Distribución geográfica
Se encuentran en América: Brasil.